# Мамуня Євген Петрович
Мамуня Євген Петрович нар.3 липня 1943, м. Душанбе  — доктор фізико-математичних наук, провідний науковий співробітник Інституту хімії високомолекулярних сполук НАН України, лауреат Державної премії України в галузі науки і техніки (2019 р.), лауреат премії А.І. Кіпріанова, дійсний член Нью-Йоркської Академії наук, член Американської хімічної спілки.

## Біографія
Євген Петрович Мамуня народився 3 липня 1943 р. в м. Душанбе, Таджикистан. Після закінчення середньої школи в 1960 р вступив до  Київського національного університету ім. Тараса Шевченкана радіофізичний факультет. В 1965 р., закінчивши навчання, розпочав свою трудову діяльність у Інституті хімії високомолекулярних сполук НАН України у відділі фізико-хімії полімерів. В 1987 р. Мамуні Є.П. присуджено наукове звання старшого наукового співробітника, в 2002 р. він обраний дійсним членом Нью-Йоркської Академії наук. а в 2006 р. – членом Американської хімічної спілки 
Працюючи у відділі фізико-хімії полімерів на посаді інженера, займався вивченням дії γ–радіації та низькотемпературної плазми на полімери методами електронного парамагнітного резонансу та радіотермолюмінісценції. На базі серійного радіоспектрометра РЕ-1301 ним була розроблена та створена перша і єдина в Україні установка для вимірювання процесів спін-граткової та спін-спінової релаксацій в опромінених полімерах, що дала змогу робити вимірювання в широкому діапазоні температур, від температури рідкого азоту -196 С до + 250 С. Ці дослідження сприяли вивченню перебігу радикальних реакцій при опроміненні полімерів і дії температурних полів на опромінені полімери. За допомогою релаксаційних вимірювань було вивчено просторовий розподіл вільних стабілізованих радикалів. Особливу увагу було приділено особливостям радикальних реакцій та умовам стабілізації вільних радикалів у поверхневому шарі полімерів. Вперше були розділені радіаційні ефекти при опроміненні поверхні полімерів низькоенергетичними електронами та жорстким ультрафіолетом високочастотного розряду. Вперше був розроблений спосіб визначення дози опромінення в тонкому (менше 1 мкм) шарі полімеру при дії низькотемпературної плазми. На базі отриманих результатів підготовлена і в 1977 р. захищена кандидатська дисертація.
З 1978 р., працюючи на посаді молодшого наукового співробітника, Є.П. Мамуня займався дослідженнями полімерних сумішей, а саме вивченням впливу технологічних факторів на формування структури полімерних сумішей, вивченням теплофізичних і механічних характеристик полімерних сумішей. Проводилися також реологічні дослідження полімерних сумішей, що містили наповнювач. Детально вивчався "ефект малих добавок" одного компонента до другого, показано, що цей ефект максимальний у момент виділення полімерного компонента, що був у вигляді малої полімерної добавки, в самостійну фазу.
В 1984 р. Є.П. Мамуня перейшов на посаду старшого наукового співробітника відділу полімер–полімерних композицій, де займався дослідженнями наповнених полімерних сумішей. Ним вивчалися електрофізичні властивості полімерних композицій, а саме електрична і термічна провідність, діелектричні характеристики, структура, реологічні параметри і поверхневі властивості. Встановлені умови просторового розподілу електропровідного наповнювача в бінарній полімерній суміші і їх вплив на умови переносу заряду. Запропоновані кількісні співвідношення, що визначають характер розподілу наповнювача в гетерогенній полімерній матриці (локалізація в одному з полімерних компонентів чи на границі розділу фаз) залежно від величин поверхневої енергії полімерних компонентів і наповнювача. Визначені та проаналізовані фактори впливу на формування провідної фази дисперсного електропровідного наповнювача в полімерній матриці, а саме термодинамічний, кінетичний та технологічний. Багато уваги приділено вивченню електричних властивостей таких систем, наприклад, залежності перколяційних ефектів від структури провідної фази та умов формування композицій. Показано, що на величину перколяційного порогу суттєво впливає наявність взаємодії полімер-наповнювач. Запропонована модель, що описує електропровідність наповненої полімерної системи з врахуванням взаємодії між полімером і наповнювачем, яка отримала в зарубіжній літературі назву "Mamunya model". Вивчення металополімерних систем дало змогу встановити появу ефекту так званої "ступеневої перколяції", що пов’язана з інверсією фаз полімерної суміші, в одній з яких локалізований дисперсний наповнювач і який утворює провідний кластер. Розроблена також модель провідності, коли дисперсний провідний наповнювач має оксидну плівку на поверхні частинок і якість контактів між частинками наповнювача починає грати важливу роль у механізмі переносу заряду.
Отримані результати дали змогу підготувати дисертаційну роботу за темою "Структура і властивості полімерних композицій з електропровідними наповнювачами" на здобуття звання доктора хімічних наук і захистити її в 2003 р. З 2004 р. по теперішній час роботи з дослідження електричних властивостей полімерних композицій продовжуються, але вже доповнені вивченням електропровідних нанокомпозитів. Робота в цьому напрямі дала можливість знайти умови формування нанокомпозитів, що містять нанотрубки і мають дуже низьке значення перколяційного порогу (0,05 %).
Крім того, почав розвиватися новий напрям досліджень, а саме в області гібридних органо-неорганічних полімерних систем. Розроблено новий метод синтезу таких систем, а саме сумісна полімеризація рідких реакційноздатних органічного та неорганічного олігомерів. Досліджені електричні, механічні та сорбційні властивості органо-неорганічних полімерів. Встановлено, що вони мажуть мати досить високий рівень йонної провідності та високу сорбційну активність (сорбційна ємність досягає сотень відсотків). Такі матеріали – перспективні як сенсори, чутливі до дії онавколишнього середовища, тому що дія агентів супроводжується зміною електричних параметрів матеріалу. Розроблена структурна модель органо-неорганічної системи, синтезованої на основі уретанового олігомеру та металсилікату, яка пояснює різку зміну електричних властивостей при варіюванні хімічного складу органічного компонента.
Є.П. Мамуня підготував трьох кандидатів наук, двом з яких було присуджено ступінь кандидата фізико-математичних наук і доктора фізики університету Lyon 1 одночасно на об'єднаних засіданнях спеціалізованої вченої ради ІХВС та французького журі з присудження ступеня доктора фізики (Університет Lyon 1, Франція), які проводилися у Києві.
Є.П. Мамуня є керівником Центру колективного користування приладами «Науково-дослідницька станція для дослідження термічних і механічних властивостей полімерних матеріалів» НАН України

## Нагороди
У 2019 р. була присуджена Державна премія України в галузі науки і техніки за роботу "Створення полімерних матеріалів та конструкцій з них під дією фізичних полів" [Архівовано 5 жовтня 2021 у Wayback Machine.]. У 2008 році нагороджений Премією НАН України імені А.І. Кіпріанова за цикл наукових праць "Синтез, структура і властивості органо-неорганічних полімерних систем"

## Вибрані наукові публікації
Е.П. Мамуня - автор понад 200 наукових праць (79 статей (08.09.2021) за Scopus)
- 1. Mamunya, Ye.P., Levchenko, V.V., Rybak, A., Ulanski, J., Seytre, G. [ https://doi.org/10.1016/j.jnoncrysol.2009.09.038 Electrical and thermomechanical properties of segregated nanocomposites based on PVC and multiwalled carbon nanotubes] // Journal of Non-Crystalline Solids. - 2010. 356(11-17). 635–641
- 2. Mamunya Y.,Matzui L.,Vovchenko L.,Maruzhenko O.,Oliynyk V.,Pusz S.,Kumanek B.,Szeluga U. Influence of conductive nano- and microfiller distribution on electrical conductivity and EMI shielding properties of polymer/carbon composites // Composites Science and Technology - 2019. 170. 51-59
- 3.	Mamunya Ye.P., Iurzhenko M.V., Lebedev E.V., Ischenko S.S., Boiteux G., Seytre G.. Dielectric and thermal-mechanical properties of hybrid organic-inorganic polymer systems based on isocyanate-containing oligomers // J. Noncryst. So. – 2007. 353. 4288-4292.
- 4.	Mamunya Ye.P., Boiteux G., Seytre G., Muzychenko Yu.V., Lebedev E.V., Boullanger C., Pissis P. PTC effect and structure of polymer composites based on polyethylene/ polyoxymethylene blend filled with dispersed iron [Архівовано 8 вересня 2021 у Wayback Machine.] // Polym. Eng. Sci. 2007. – 47. – 34–42.
- 5.	Mamunya Ye.P., Shtompel V.I., Lebedev E.V., Pissis P., Kanapitsas A., Boiteux G. Structure and water sorption of polyurethane nanocomposites based on organic and inorganic components // Europ. Polym. J. – 2004. 40. – 2323-2331.
- 6.	Mamunya Ye.P., Zois H., Apekis L., Lebedev E.V. Influence of pressure on the electrical conductivity of metal powders using as fillers in polymer composites // Powder Technology. – 2004. – 140. – 49-55.
- 7.	Mamunya Ye.P., Kanapitsas A., Pissis P., Boiteux G., Lebedev E. Water sorption and electrical/dielectric properties of organic-inorganic polymer blends [Архівовано 8 вересня 2021 у Wayback Machine.] // Macromol. Symp. 2003. 198. – 449-459.
- 8.	Mamunya Ye.P.,  Davidenko V.V.,  Lebedev E.V., Pissis P.. Electrical and thermal conductivity of polymers filled with metal powders [Архівовано 15 грудня 2011 у Wayback Machine.] // Europ. Polym. J.– 2002.–38. –Р.1887-1897.
- 9.	Mamunya Ye.P., Yu. Muzychenko, Pissis P., Lebedev E.V., M.I. Shut. Percolation phenomena in polymers contained dispersed iron [Архівовано 8 вересня 2021 у Wayback Machine.] //. Polym . Eng. Sci.– 2002.– 42, N 1: –Р.90-100.
- 10.	Mamunya Ye.P., [Архівовано 8 вересня 2021 у Wayback Machine.] Morphology and percolation conductivity of polymer blends containing carbon black // J. Macrom. Sci.-Phys.– 1999.– B38.– 615-622.
- 11.	Mamunya E.P., Davidenko V.V.,  Lebedev E.V. [ https://www.tandfonline.com/doi/abs/10.1163/156855497X00145 [Архівовано 8 вересня 2021 у Wayback Machine.] Effect of polymer-filler interface interactions on percolation conductivity of thermoplastic filled with carbon black]  // Compos. Interf.– 1997.–4.– 169-176.
- 12.	Mamunya E.P., Davidenko V.V.,  Lebedev E.V. Percolation conductivity of polymer composites filled with dispersed conductive filler [Архівовано 8 вересня 2021 у Wayback Machine.] // Polym Compos– 1995.– 16. –319-324.